# Дархан I
Дархан I (монг. Дархан I) — залізнична станція в Монголії, розташована на Трансмонгольській залізниці між станціями Енхтал і Дархан II.
Розташована в місті Дархані.